# Andrzej Stopczyk
Andrzej Stopczyk (ur. 3 lutego 1953) – polski lekkoatleta, specjalizujący się w rzucie młotem, medalista mistrzostw Polski.

## Kariera sportowa
Był zawodnikiem Startu Łódź.
Na mistrzostwach Polski seniorów na otwartym stadionie zdobył jeden medal: brązowy w rzucie młotem w 1976. 
Rekord życiowy w rzucie młotem: 71,84 (1.10.1978).